# Dubbelstrumpa
Dubbelstrumpa (Golfingia vulgaris) är en stjärnmaskart som först beskrevs av de Henri Marie Ducrotay de Blainville 1827.  Dubbelstrumpa ingår i släktet Golfingia och familjen Golfingiidae. Arten är reproducerande i Sverige.
Den långsträckta och rörformiga bålen är vanligen 2 till 5 cm lång och enstaka exemplar når en längd av 20 cm. Kring munnen förekommer beroende på individens storlek upp till 150 fångstarmar som bildar en krans. Kännetecknande är den ljusa och släta centrala delen av bålen medan första och sista delen är mörka och prydda med små knölar. Vid den sista delen av bålen (inte vid munnen) finns dessutom ett smalt utskott som liknar en kort svans.
Individerna lever fritt vid havets botten till ett djup av 2000 meter. I Atlanten förekommer arten mellan norra Norge, Grönland och söderut till Västafrika. Kända bestånd finns i Medelhavet, i Sydostasien och nära Antarktis.
Bägardjur av släktet Loxosomella är ofta kopplade till dubbelstrumpans bål. Troligen är det bara bägardjuren som gynnas (kommensalism).

## Underarter
Arten delas in i följande underarter:
- G. v. vulgaris
- G. v. herdmani